# José Pedraza Ostos
José Pedraza Ostos (Sevilla, siglo XIX-Valencia, c. 1937) fue un pintor, grabador, cartelista e ilustrador español.

## Biografía
Nació en 1880 o 1889 en Sevilla. Instalado desde joven en Madrid, practicó la pintura al óleo, el aguafuerte, la acuarela y el pastel, además de realizar carteles y colaborar en la prensa periódica. Cultivó el género del paisaje. Entre sus obras se encontraban Cenicienta, Estanque de Carlos V, Itálica, Los tejares, El Matadero, Calle de Zarauz, Hontoria del Pinar, Estribaciones del Moncayo, Huerta del Salitre (Sevilla), La tía Ninfa, El Guadalquivir, Molino árabe (Guadaira), La fuente de Pan, Otoño, Contraluz, El Cerro, El Viático y La puerta de Illescas (aguafuerte). En la Exposición Nacional de Bellas Artes de 1926 obtuvo una segunda medalla en la sección de grabado, por Un marco con una prueba, y en la de 1934 una primera medalla en la misma modalidad por La Seo. Falleció, según la fuente, en 1937 o el 9 de marzo de 1938, en Valencia.